# CASA 2.111
CASA 2.111 – średni, dwusilnikowy samolot bombowy, będący hiszpańską wersją licencyjną niemieckiego bombowca Heinkel He 111 z okresu II wojny światowej produkowany przez Construcciones Aeronáuticas SA (CASA). Samoloty wytwarzane w Hiszpanii różniły się nieznacznie od pierwowzoru. Przy zachowaniu tego samego kadłuba, miały inne uzbrojenie. W późniejszym czasie zamontowano w nich silniki Rolls-Royce Merlin.

## Historia konstrukcji
Po zakończeniu wojny domowej w 1939 roku hiszpańskie siły lotnicze otrzymały pewną liczbę bombowców Heinkel He 111B, dotychczas eksploatowanych przez oddziały niemieckiego Legionu Condor. W 1941 roku hiszpańska wytwórnia CASA podpisała kontrakt na uruchomienie produkcji 200 egzemplarzy He 111 H16 w Sewilli. Zaplanowano również, że w Hiszpanii będą powstawały silniki Jumo 211. Proces produkcji przebiegał jednak bardzo powoli. Niemieckie fabryki, zajęte produkcją wojenną, nie były w stanie dostarczyć części potrzebnych do zmontowania pierwszych samolotów i przeszkolenia pracowników CASA. Pierwsza licencyjna maszyna, oznaczona jako CASA 2.111A, wystartowała do pierwszego lotu dopiero w maju 1945 roku. Niewielka liczba dostarczonych z Niemiec silników spowodowała, że do eksploatacji zdołano wprowadzić tylko 10 samolotów z 236 wyprodukowanych i zmagazynowanych płatowców. Próbowano je zastąpić hiszpańskimi silnikami Hispano-Suiza 12-Z89. Jednak bez rezultatu. W 1949 roku udało się zakupić we Francji dużą partię zmagazynowanych tam silników Jumo 211F. Umożliwiło to skompletowanie ok. 100 samolotów, które oznaczono jako CASA 2.111B. Obok wariantu bombowego powstały też: rozpoznawczy – CASA 2.111C oraz transportowy – CASA 2.111E. W lipcu 1951 zabudowano na jednym egzemplarzu samolotu, brytyjskie silniki Rolls-Royce Merlin 500-29. Nabyto 240 sztuk tych silników, które zastąpiły bardzo awaryjne po długim składowaniu jednostki niemieckie.

## Eksploatacja
Pierwszy egzemplarz wszedł do służby 23 maja 1945. Samoloty były bardzo długo używane przez siły lotnicze Hiszpanii. Ostatnie samoloty z silnikami Jumo 211 zostały wycofane w 1958 roku. Maszyny wyposażone w silniki Merlin dotrwały aż do 1975 roku. Swoją drugą młodość przeżyły na planach filmów wojennych „Bitwa o Anglię” i „Patton”.

## Zastosowanie bojowe
Samoloty CASA 2.111 były używane jako bombowce bliskiego wsparcia przeciwko Marokańczykom podczas wojny o Ifni w latach 1957–1958.

## Zachowane egzemplarze
Do dziś zachowało się około 14 samolotów CASA 2.111. Ostatni latający egzemplarz uległ wypadkowi w dniu 10 lipca 2003 podczas podchodzenia do lądowania na lotnisku Cheyenne, w stanie Wyoming, w USA. Obydwaj piloci zginęli.